# Phim quảng cáo
Phim quảng cáo (hoặc còn gọi hẹp là Quảng cáo truyền hình, theo thuật ngữ tiếng Anh là television advertisement hay television commercial -viết tắt TVad hay TVC- hoặc thường được gọi đơn giản là commercial hay advert) là một dạng phim hay tiết mục được dàn dựng sản xuất, lưu hành trên những phương tiện truyền thông đại chúng khác nhau và phải trả phí bởi những công ty, tổ chức, hội đoàn muốn quảng bá một thông điệp nào đó, thường là để quảng cáo hay khuyến mại một món hàng nào hoặc để cổ động, phổ biến điều gì đó.
Nguyên thủy những phim quảng cáo này được chiếu trên truyền hình (như tên gọi theo tiếng Anh) nhưng sau này dịch vụ này đã phát triển thành phim quảng cáo trực tuyến trên các phương tiện truyền thông đa phương tiện khác như các trang web tư nhân, trang web thương mại hoặc trang web dịch vụ (như YouTube, Yahoo) trên hệ thống mạng, hoặc chiếu trong những rạp hát, rạp chiếu phim (trước hoặc sau, đôi khi giữa phim chính), trong siêu thị, hoặc những nơi công cộng. Thu nhập từ quảng cáo là một phần quan trọng trong nguồn ngân sách của một mạng lưới truyền hình tư nhân, nay trong thời bùng nổ thông tin, quảng cáo ngày càng được phổ biến nhiều trên mạng và cũng là nguồn thu nhập lớn cho các trang web. Sự phong phú của phim quảng cáo ngày nay bao gồm những quảng cáo ngắn (brief advertising spot), có độ dài từ vài giây đến nhiều phút cũng như các chương trình quảng cáo cung cấp thông tin đặc biệt trong thời gian dài (infomercial) khác. Hình thức cũng được sử dụng phong phú từ những hoạt hình (animation), flash trên web, đến phim video, phim nhựa.

## Phạm vi ứng dụng
Các phim quảng cáo này có thể do các tổ chức, đoàn thể (kinh doanh hoặc phi kinh doanh) sản xuất vì mục tiêu kinh doanh hoặc phi thương mại, phi lợi nhuận. Vì mục tiêu kinh doanh, người ta có thể quảng cáo mọi thứ sản phẩm, dịch vụ mà luật pháp cho phép. Vì mục tiêu phi kinh doanh, phi thương mại, người ta có thể quảng cáo cho các mục tiêu như chống hút thuốc, bảo vệ môi trường, tuyên truyền lợi ích công cộng, vận động từ thiện, cổ động bầu cử...
Tại Hoa Kỳ, các mục tiêu chính trị như chiến dịch tranh cử và các chính trị gia được phép dùng quảng cáo truyền hình và các chiến dịch quảng cáo trên truyền hình. Hiệu quả của quảng cáo truyền hình dựa vào mạng lưới truyền hình công cộng đã rất thành công và phổ biến ở quốc gia này, người ta cho rằng một nhà chính trị sẽ không có khả năng giành được thắng lợi trong một chiến dịch bầu cử nếu không có quảng cáo truyền hình. Tuy nhiên, tại một số nước khác như Pháp, Nhật Bản việc này bị cấm.

## Lịch sử

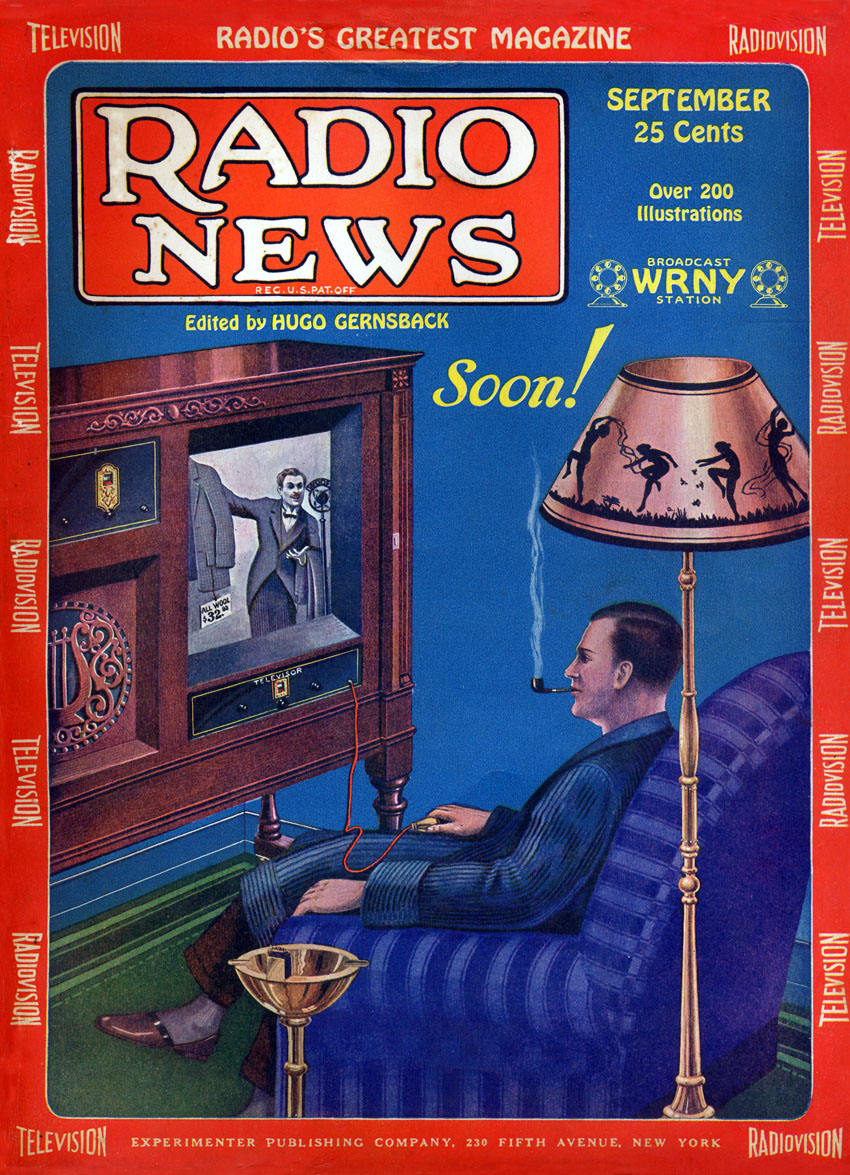
Một bìa tạp chí Mỹ năm 1928 nói về tương lai của truyền hình

Quảng cáo truyền hình được phát sóng lần đầu tại Mỹ vào lúc 14:29 ngày 1 tháng 7 năm 1941 sau khi quảng cáo thương mại trên truyền hình được Ủy ban Thông tin Liên Bang (FCC hay Federal Communication Commission) chấp nhận trên nguyên tắc. Đó là đoạn phim mà công ty sản xuất đồng hồ Bulova Watch đã trả 9 đôla cho New York City NBC chi nhánh của WNBT (hiện nay là WNBC) để có 20 giây lên hình trước một trận bóng rổ giữa hai đội Brooklyn Dodgers và Philadelphia Phillies. Nó chỉ có cảnh đơn giản là một chiếc đồng hồ Bulova nằm trên tấm bản đồ Mỹ, với một giọng nói đọc khẩu hiệu của công ty "America runs on Bulova time!" (Tạm dịch: Nước Mỹ chạy bằng thời gian của Bulova) 

## Đặc điểm
Rất nhiều quảng cáo truyền hình lôi cuốn người xem bởi phần âm nhạc (bài hát hoặc giai điệu) hoặc các cụm từ gây ấn tượng (catch-phrase) và dễ nhớ, cái sẽ còn đọng lại trong tâm trí người xem một thời gian dài sau khi chiến dịch quảng cáo đó kết thúc. Một vài nhạc nền hoặc các cụm từ dễ nhớ đó còn có thể có được sức sống riêng, trở thành câu cửa miệng hoặc những đoạn nhạc dạo "riff" và được sử dụng trong các loại hình truyền thông khác, như phim hài hoặc các show truyền hình nhiều kỳ, hay trong các loại hình truyền thông viết, ấn phẩm như tạp chí comic (hí họa) hay văn học. Những phần quảng cáo có sức sống lâu dài này còn có thể có chỗ đứng trong lịch sử văn hóa đại chúng của người dân nơi mà nó có sức ảnh hưởng. Một ví dụ tiêu biểu là cụm từ bất tử "Winston tastes good like a cigarette should" (Tạm dịch: Hương vị Winston ngon như một điếu thuốc lá cần có) từ chiến dịch quảng cáo dài 18 năm của hãng thuốc lá Winston từ những năm 50 đến những năm 70. Thậm chí hai thập niên sau khi chiến dịch quảng cáo này kết thúc, những dị bản của câu nói này và những phiên bản dựa trực tiếp vào nó vẫn còn đầy sức hấp dẫn. Ví dụ khác là câu "Where's the Beef?" (Tạm dịch: Thịt bò đâu nhỉ ? ) được Walter Mondale dùng trong chiến dịch tranh cử Tổng thống Mỹ đã trở nên rất phổ biến sau đó. Hay như một cụm từ dễ nhớ nữa là "I've fallen and I can't get up" (Tạm dịch: Tôi đã gục ngã và tôi không thể đứng dậy), đôi khi vẫn còn xuất hiện hàng thập niên sau lần đầu tiên nó được sử dụng.
Các hãng quảng cáo thường sử dụng sự hài hước như một công cụ trong các chiến dịch tiếp thị sáng tạo. Thực tế, nhiều nhà nghiên cứu tâm lý học đã cố gắng để chứng minh hiệu quả của yếu tố hài hước và chỉ ra đó là cách để tạo ra sức mạnh thuyết phục cho quảng cáo.

Một cảnh sử dụng hoạt họa trong đoạn cuối của phim quảng cáo "Lasol".

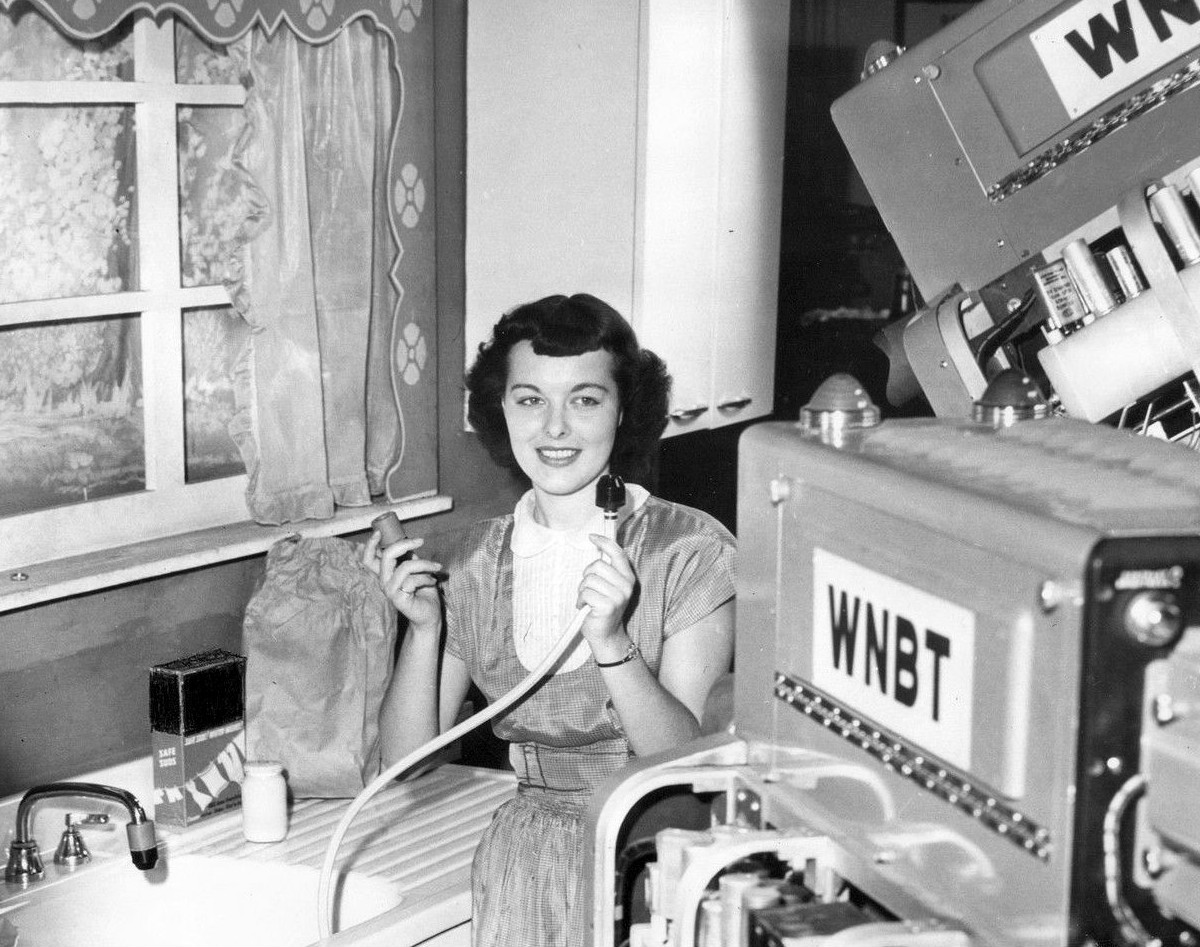
Cảnh quay 1 phim quảng cáo năm 1948

Hoạt hình và hí họa (tranh vẽ vui) thường được sử dụng trong quảng cáo. Những bức tranh có thể biến đổi từ cách vẽ tay trong hoạt hình truyền thống đến cách sử dụng máy tính để dựng lên các đoạn phim hoạt hình. Bằng cách sử dụng các nhân vật hoạt họa, một đoạn quảng cáo có thể có sức hấp dẫn mạnh mẽ mà khó có thể đạt được với diễn viên hay chỉ là trưng ra hình ảnh độc nhất của sản phẩm (chỉ hiển thị các sản phẩm). Vì lý do này, có thể thấy rất nhiều ví dụ về quảng cáo hoạt hình (hay một series những quảng cáo loại này) có ảnh hưởng lâu dài đến hàng thập niên sau. Một minh chứng tiêu biểu là series quảng cáo của sản phẩm ngũ cốc Kellogg có các nhân vật chính là Snap, Crackle và Pop. Các phim quảng cáo hoạt hình thường kết hợp với diễn viên thực.
Một chiến dịch quảng cáo trong thời gian dài có thể khiến mọi người phải bất ngờ hoặc thậm chí đánh lừa người xem. Ví dụ như series quảng cáo Energizer Bunny (thỏ máy Energizer), nó bắt đầu từ cuối những năm 80 như một quảng cáo so sánh đơn giản, trong một căn phòng đầy những con thỏ chạy bằng pin đang gõ trống, tất cả đều gõ chậm dần... trừ một con, chạy bằng pin Energizer. Nhiều năm sau đó một phiên bản dựa trên đoạn quảng cáo ban đầu này có cảnh chú thỏ Energizer thoát khỏi sân khấu và vẫn tiếp tục (theo lời bình, nó "vẫn liên tục và liên tục và liên tục..." -"keeps going and going and going..."). Đoạn phim mới này chỉ là sự nối tiếp của cái đã xuất hiện để trở thành một quảng cáo khác: người xem thấy rõ được sự thật rằng "quảng cáo" tiếp theo thực tế là một sự nhái lại của quảng cáo đã nổi tiếng cũ cho đến khi chú thỏ Energizer đột nhiên bị ấn vào vị trí đó, với lời bình nói rằng "vẫn liên tục..." (Bằng cách đó công ty sản xuất pin Energizer nhấn mạnh rằng pin của họ có thể chạy lâu hơn bất cứ loại pin tốt nhất nào). Chiến dịch quảng cáo này kéo dài trong gần 19 năm. Series về chú thỏ máy Energizer được bắt chước trong những quảng cáo khác, như quảng cáo Coors Light Beer, trong các bức tranh chuyển động, và thậm chí bởi những quảng cáo hiện nay của hãng bảo hiểm Geico Insurance.

## Quảng cáo truyền hình trên thế giới

### Tại Mỹ

#### Tần suất
Quảng cáo xuất hiện giữa các show truyền hình, nhưng thường cắt ngang một show giữa hai sự kiện. Phương pháp của các quảng cáo cắt ngang (screening advertisements) này nhằm mục đích tóm hoặc chộp lấy sự chú ý của công chúng, vì người xem vẫn chú ý vào show truyền hình nên họ sẽ không muốn chuyển kênh; mà thay vào đó; họ sẽ (hy vọng là thế) xem các đoạn quảng cáo trong khi chờ cảnh tiếp theo của show. Đây là một kỹ thuật làm tăng tính hồi hộp, đặc biệt nếu sự cắt ngang này xảy ra tại một đoạn đầy kịch tính trong show.
Toàn bộ nền công nghiệp này tồn tại chỉ nhằm một nhiệm vụ duy nhất là giữ cho khán giả đủ hứng thú để ngồi xem hết các đoạn quảng cáo. Hệ thống tính toán tỉ lệ Neilsen ra đời như một cách thức để các đài truyền hình khẳng định được mức động thành công của các show truyền hình của mình, nhờ đó có thể đưa ra quyết định về chi phí mà các nhà quảng cáo phải trả khi muốn quảng cáo của mình được phát sóng.
Quảng cáo lấy đi thời gian phát sóng của các chương trình khác. Vào những năm 60, một show truyền hình điển hình của Mỹ thường dài khoảng 51 phút bao gồm cả quảng cáo. Ngày nay, một chương trình tương tự có thể chỉ dài 42 phút; một show 30 phút điển hình bao gồm 22 phút chương trình chính thức, còn lại là 6 phút cho quảng cáo quốc gia và 2 phút cho quảng cáo địa phương.
Nói cách khác, cứ mỗi 10 tiếng, trung bình một người Mỹ sẽ xem xấp xỉ 3 tiếng quảng cáo, gấp đôi lượng thời gian mà họ phải xem trong những năm 60. Hơn nữa, nếu các show trong thập niên 60 được phát lại ở hiện tại thì lượng thời gian của chúng có thể bị cắt bớt khoảng 9 phút để chèn vào các chương trình quảng cáo (điều này có thể thấy trong một số show của đài Star Trek).
Trở lại những năm 50, 60, độ dài trung bình của quảng cáo truyền hình thường chỉ là 1 phút. Nhưng theo thời gian, độ dài trung bình ấy rút ngắn lại chỉ còn 30 giây (hoặc 10 giây tùy theo quy định thời gian của mỗi đài truyền hình). Tuy nhiên, phần lớn các quảng cáo ngày nay đều kéo dài trong 15 giây.
Mức độ thường xuyên của quảng cáo truyền hình được tính bằng mã số ISCI (Industry Standard Commercial Identifier).

#### Mức phổ biến
Tại Mỹ, quảng cáo truyền hình được coi là hình thức quảng cáo tiếp thị đại chúng hiệu quả nhất, và điều này kéo theo sự gia tăng nhanh chóng thời lượng quảng cáo chèn vào những chương trình phổ biến trên sóng các mạng lưới truyền hình. Trận chung kết bóng bầu dục Super Bowl nổi tiếng vì chính bản thân chương trình cũng như thời lượng các quảng cáo chèn vào, và chi phí trung bình cho mỗi 30 giây quảng cáo trên truyền hình trong suốt trò chơi (thu hút 90 triệu khán giả) đã lên tới 2,7 triệu USD (vào tháng 2/2008).
Vì một chương trình quảng cáo có thể được phát sóng lặp đi lặp lại trong khoảng thời gian hàng tuần, hàng tháng, thậm chí là hàng năm (công ty Tootsie Roll đã tung ra một quảng cáo nổi tiếng có câu hỏi: "How many licks does it take to get to the tootsie center of a Tootsie Pop?" – mất bao nhiêu lượt click để bạn đến được trung tâm tootsie của Tootsie Pop? – trong suốt quãng thời gian hơn ba chục năm), các studio sản xuất quảng cáo truyền hình thường bỏ ra một lượng tiền khổng lồ cho một đoạn quảng cáo 30 giây trên truyền hình. Phí tổn to lớn này cho ra kết quả là các quảng cáo chất lượng cao, một trong số đó có thể tự hào về chất lượng sản xuất tốt nhất, sử dụng những hiệu ứng công nghệ mới nhất, phong cách được ưa chuộng nhất, và có phần nhạc nền tốt nhất. Một số các quảng cáo truyền hình được sản xuất một cách tỉ mỉ đến nỗi có thể coi chúng là phiên bản thu nhỏ của một bộ phim dài 30 phút; thêm vào đó; rất nhiều đạo diễn phim cũng dạo diễn cho các quảng cáo truyền hình với mục đích vừa được quảng cáo, lại vừa kiếm được tiền. Một trong số các đạo diễn phim điện ảnh nổi tiếng nhất của Ridley Scott cũng chính là đạo diễn quảng cáo truyền hình đã đạo diễn cho quảng cáo của hãng máy tính Apple Macintosh, phát sóng năm 1984. Dù cho quảng cáo đó chỉ được phát sóng có 1 lần, (bên cạnh những quảng cáo đặc biệt thường xuyên xuất hiện trên truyền hình), nó vẫn trở nên nổi tiếng và được yêu thích, đến mức được coi là một thước phim kinh điển.
Mặc cho sự phổ biến của quảng cáo truyền hình, nhiều người cho rằng chúng rất khó chịu vì một số lý do. Mà lý do chính là âm thanh của quảng cáo truyền hình ngày càng có xu hướng lớn hơn (một số trường hợp là lớn hơn rất nhiều) so với các chương trình thông thường, cũng như việc phát đi phát lại một quảng cáo giống nhau, là lý do gây phiền phức thứ hai. Nguyên nhân thứ ba có thể là khả năng gia tăng quảng cáo của các đài truyền hình, các chiến dịch quảng cáo còn mở rộng phạm vi từ các công ty điện thoại di động và các nhà hàng fastfood đến những doanh nghiệp địa phương và doanh nghiệp nhỏ.
Từ quan điểm này, lý do chính khiến người ta thấy quảng cáo phiền phức là do những lời mời chào của chúng không thích hợp với họ trong thời điểm đó, hoặc sự diễn đạt không rõ ràng. Một khán giả thông thường đã nhìn thấy đủ loại quảng cáo để biết trước rằng phần lớn phim quảng cáo là khó chịu, khiến cho người xem chọn lọc kỹ và thẳng tay loại bỏ những gì họ không muốn xem. Ngược lại, nếu một quảng cáo đánh đúng vào mối quan tâm của khán giả (như một quảng cáo về sự giảm nợ chiếu ngay trước mắt một khán giả vừa nhận được cảnh cáo nợ trong hộp thư), hoặc có giá trị giải trí bên cạnh thông điệp chính (như quảng cáo được cho là hài hước kinh điển trong chiến dịch "Where's the beef?" của Wendy), lúc ấy người xem sẽ muốn theo dõi đoạn quảng cáo, thậm chí còn có thể mong chờ để được xem lại nó .

#### Các hạn chế
Từ những năm 70, quảng cáo về thuốc lá đã bị cấm trên truyền hình Mỹ. Quảng cáo về rượu vẫn được phép chiếu, nhưng sự tiêu thụ các sản phẩm có chất cồn lại bị cấm chiếu trên truyền hình. Từ cuối thập niên 90 quảng cáo truyền hình đa dạng và biến đổi không ngừng, thêm vào đó là hàng gia dụng và thực phẩm tuy còn nhưng không quảng cáo nhiều như trong thời gian giữa thế kỷ trước.

#### Có phải là một chương trình?
Từ những năm 1960, những nhà phân tích truyền thông đòi hỏi phải có sự phân định rạch ròi giữa "chương trình" và "quảng cáo" đã bị đuối lý khi ranh giới đó cũng khó phân định như thời bắt đầu của truyền thông, khi mà phần lớn các show truyền hình được bảo trợ bởi những tập đoàn. Trước đây, trong những thập niên 70 đến 90, các đài truyền hình Mỹ thường có thông lệ báo trước khi quảng cáo (như là nói "We'll return after these messages...", "...now back to our programming" - "Chúng tôi sẽ trở lại sau thông tin này...", "bây giờ trở lại chương trình của chúng tôi") để giúp trẻ em phân biệt rạch ròi giữa chương trình và quảng cáo. Chương trình duy nhất không nằm trong quy luật này là các bản tin và các chương trình thông tin liên quan đến tin tức. Cả điều kiện của những chương trình dành cho trẻ em đã được giảm nhẹ một chút từ thời kỳ những năm 70 và 80.

### Tại châu Âu
Tại rất nhiều nước châu Âu quảng cáo truyền hình xuất hiện trong thời gian dài hơn nhưng lại ít ngắt quãng hơn. Ví dụ như thay vì cứ 8 phút lại có 3 phút quảng cáo thì thời gian này là 6 hoặc 7 phút quảng cáo cho mỗi giờ. Luật pháp của Liên minh châu Âu giới hạn thời gian quảng cáo trên truyền hình là 12 phút trên một tiếng (20% thời lượng), với một chương trình độ dài tối thiểu là 20 hoặc 30 phút, tùy theo nội dung của nó. Tuy nhiên, những giới hạn tối đa và việc điều chỉnh mức xê dịch của chúng có sự khác biệt lớn ở từng quốc gia cả trong và ngoài EU, và cả từ mạng lưới truyền hình này sang mạng lưới khác. Không giống như Mỹ, tại châu Âu tên các hãng quảng cáo có thể xuất hiện ở đầu hoặc cuối quảng cáo.

#### Anh quốc
Ở nước Anh, đài BBC (British Broadcasting Corporation) được tài trợ bởi phí xem truyền hình từ người có truyền hình và không có quảng cáo. Tuy nhiên, trong những kênh thương mại, thời lượng phát sóng được quy định bởi Independent Television Authority và do đó thời lượng quảng cáo trung bình của được quy định là 7 phút mỗi giờ với hạn chế là 12 phút trong tổng thời gian 1 tiếng phát sóng. Với một chương trình dài 42 phút của Mỹ xuất khẩu sang nước Anh, như chương trình Lost, với thời lượng phát sóng là 1 giờ, trong đó chiếm gần 1/3 là thời gian cho quảng cáo hoặc trailer giới thiệu cho chương trình khác. Kênh miễn phí đã tạo ra lối vào rất rẻ thay cho việc đặt các dịch vụ Vệ tinh hay truyền hình cáp và đã chiếm hơn 80% đầu vào của các mạng truyền hình kỹ thuật số. Sự phát triển của các kênh truyền hình phức hợp thay đổi bộ mặt của quảng cáo truyền hình, tạo ra công cụ hiệu quả cho các công ty với những sản phẩm thích hợp và khán giả chọn lọc cũng là đối tượng thích hợp. Quảng cáo 30-giây trên các kênh truyền hình kỹ thuật số như Shy New, MTV hay E4 có thể được mua với số tiền ít hơn 50 Bảng Anh, và quảng cáo trên những kênh chuyên ngành và ít khán giả hơn như Business Channel, Motors TV hay Real Estate TV là dưới 5 Bảng/30 giây. Kênh truyền hình mới khởi chiếu hàng tuần ở Anh, và cơ hội quảng cáo là rất nhiều.

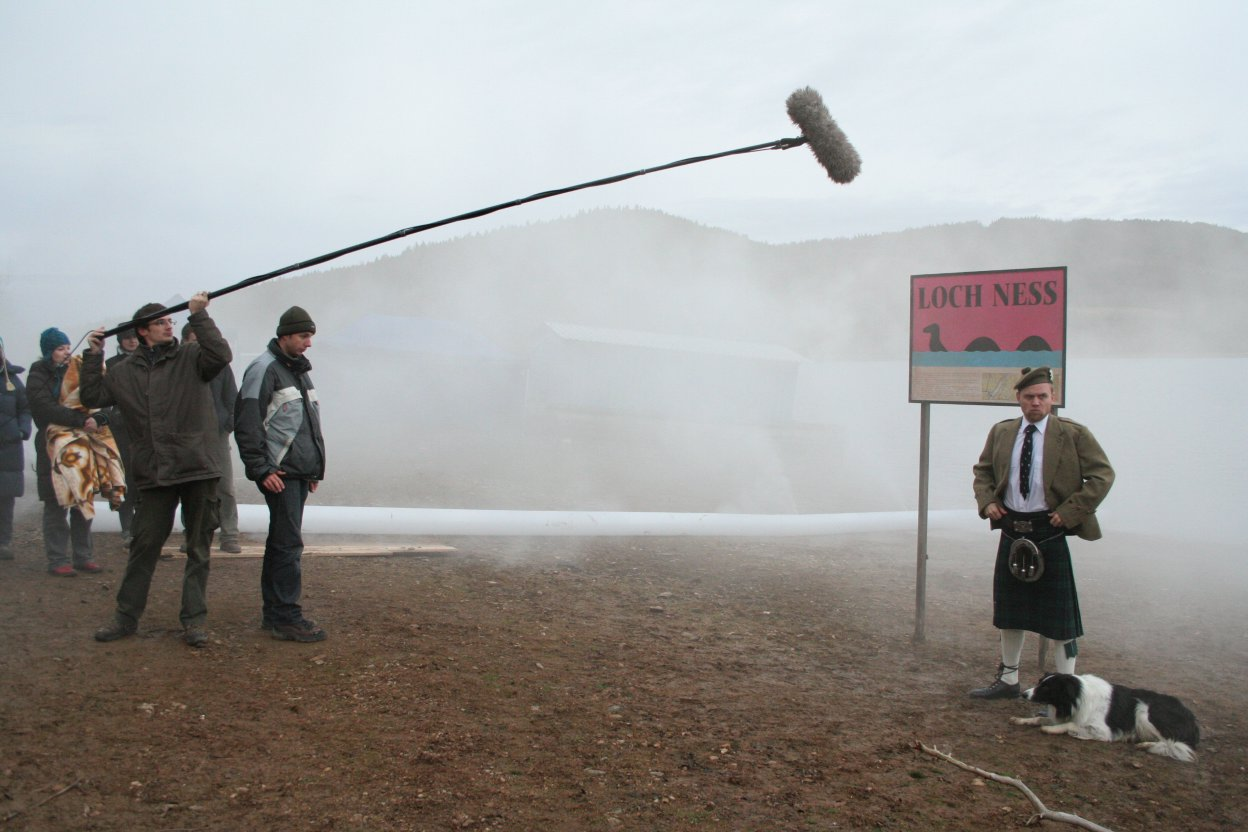
Cảnh quay 1 phim quảng cáo

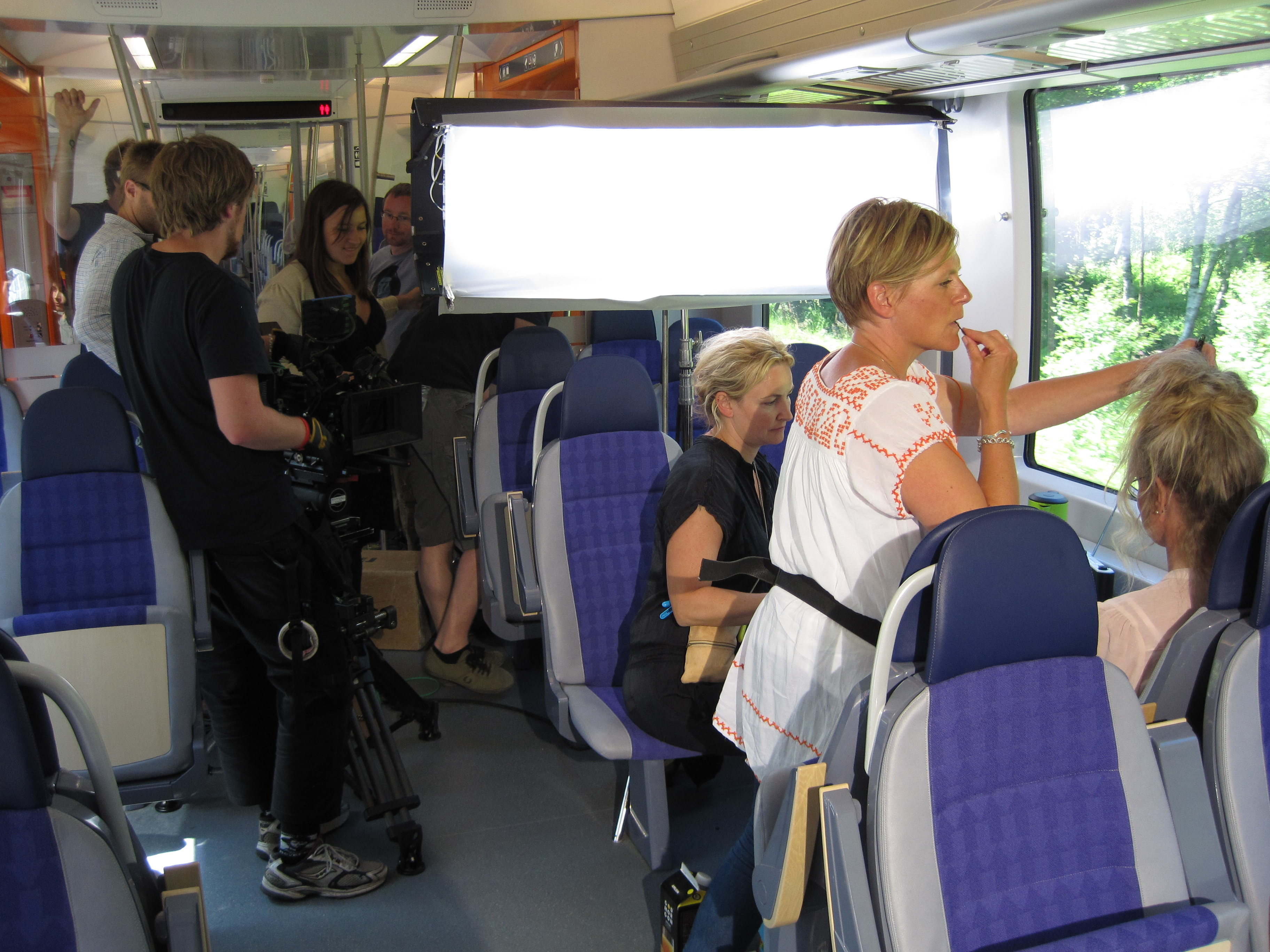
Phim quảng cáo trên xe buýt du lịch

Năm 2008, cơ quan điều chỉnh các chương trình phát sóng của Anh đã tuyên bố một thanh tra các quy định về thương mại qua truyền hình và quảng cáo truyền hình Lưu trữ ngày 3 tháng 9 năm 2009 tại Wayback Machine, và có thể thay đổi Nguyên tắc về tổng thời lượng và phân phối của quảng cáo (RADA), nhằm điều chỉnh hạn chế sự phân bố và mức độ thường xuyên mà quảng cáo xuất hiện trên truyền hình.

#### Đức
Cũng như ở Anh, tại Đức, các đài truyền hình công cộng có tài trợ chính phủ nắm thị phần lớn. Chương trình của họ được hỗ trợ bởi phí xem truyền hình thu từ những người có truyền hình tại nhà cũng như các quảng cáo trong những giờ đặc biệt của ngày (từ 5 giờ đến 8 giờ tối), ngoại trừ Chủ Nhật và các ngày nghỉ. Các đài truyền hình tư nhân được cho phép có 12 phút quảng cáo mỗi giờ với thời lượng tối thiểu là 20 phút chương trình chính giữa các lần ngắt phát sóng.

#### Ireland
Tại nước Cộng hòa Ireland, các đài phát thanh truyền hình lớn nhất quốc gia là RTÉ và TG4 được hỗ trợ vốn từ phí xem truyền hình. Tuy nhiên, cả hai đều được Ủy ban Phát sóng Ireland cho phép có thời lượng quảng cáo lên tới 5 phút mỗi nửa tiếng (tức 10 phút mỗi giờ). Thời lượng quảng cáo trên kênh TV3 và Channel 6 còn được phép kéo dài tới 12 phút/giờ.

#### Phần Lan
Tại Phần Lan, có hai kênh truyền hình phi thương mại chính điều hành bởi công ty phát sóng quốc doanh YLE, chỉ phát các quảng cáo vào những dịp rất hiếm hoi, như những sự kiện thể thao quan trọng. Còn ba kênh truyền hình thương mại chính là MTV3, SubTV (một phân nhánh của MTV3), và Nelonen (nghĩa là "Số 4" trong tiếng Phần Lan), tất cả đều phát sóng các quảng cáo cắt ngang chương trình của họ khoảng 15 phút một lần. Từ khi đài truyền hình kỹ thuật số được giới thiệu, số lượng các kênh truyền hình đã tăng lên, với YLE và các đài truyền hình chính đều có thêm các kênh mới (bao gồm một số kênh phải trả tiền). Các đài sử dụng công nghệ Analogue chấm dứt hoạt động từ tháng 8/2007 và toàn bộ hệ thống dịch vụ truyền hình quốc gia giờ đây đều sử dụng công nghệ kỹ thuật số. Mỗi phần quảng cáo cắt ngang thường kéo dài 4 phút. Thời lượng của các quảng cáo "tư nhân" chỉ có thể kéo dài trong vài giây (thường là 7, 10 hoặc 15 giây), nhưng ngày nay chúng thường hiếm khi kéo dài quá 1 phút. Rất nhiều quảng cáo của các công ty siêu quốc gia đều được chuyển ngữ sang tiếng Anh. Mặc dù tiếng Thụy Điển là ngôn ngữ chính thức của người Phần Lan, các quảng cáo hầu như lại không sử dụng thứ tiếng này. Tiếng Anh cũng không phổ biến lắm.

#### Nga
Một chương trình quảng cáo cắt ngang ở Nga gồm hai phần: quảng cáo toàn liên bang và quảng cáo địa phương. Sự phân bố thời lượng cho mỗi phần là 4 và 15 phút mỗi giờ. Chính phủ Nga có ý định gia tăng quảng cáo trên truyền hình vì sự giảm xuống của mức thuế cho các kênh truyền hình.

### Châu Á

#### Malaysia
Tại Malaysia, một chương trình quảng cáo cắt ngang điển hình kéo dài 5 phút.

#### Philippines
Tại Philippines, mạng lưới truyền hình quy định tổng thời lượng quảng cáo được phát.
Hiệp hội các đài phát thanh truyền hình Philippins KBP (Kapisanan ng mga Brodkaster ng Pilipinas), nắm quyền điều khiển hầu hết các đài phát thanh truyền hình lớn của quốc gia này chỉ trừ GMA Network, đang thực hiện nghiêm túc quy định 18-phút-trên-giờ, nghĩa là, mỗi một chương trình phát sóng dài một tiếng chỉ có thể có tối đa 18 phút dành cho quảng cáo. Tổ chức này cho biết, quy định này nhằm "kích thích hứng thú của công chúng." 
Quảng cáo về thuốc lá bị cấm trong cả nước. Hầu hết các quảng cáo dài từ 10 đến 30 giây/1 phim.

#### Australia
Cũng giống như Liên Minh châu Âu, quảng cáo trên các kênh truyền hình thương mại ở Australian bị hạn chế trong 24 giờ; không có bất cứ hạn chế nào về chuyện quảng cáo xuất hiện bao nhiêu lần trong mỗi giờ . Cũng có những hạn chế khác về quảng cáo truyền hình ở Australia, như cấm tuyệt đối quảng cáo trong suốt một chương trình dành cho trẻ em. ABC, đài truyền hình quốc gia Australia không phát các quảng cáo bên ngoài, mà chỉ ở giữa các chương trình xúc tiến cho các quảng cáo thương mại cho chính đài trong thời gian phát sóng của mỗi chương trình, nhưng bị giới hạn chỉ trong khoảng 5 phút/1 tiếng.

## Âm nhạc trong quảng cáo truyền hình
Trở lại những năm 80, âm nhạc trong quảng cáo truyền hình thường được giới hạn trong sự lặp âm và âm nhạc kèm theo; một vài trường hợp có phần lời bài hát từ những ca khúc nổi tiếng đã được thay đổi để tạo ra bài hát chủ đề hay một đoạn lặp lại cho một sản phẩm riêng biệt. Năm 1971 một cuộc tranh cãi đã xảy ra khi bài hát viết cho quảng cáo Coca-Cola được thu âm lại như một single nhạc pop "I'd Like to Teach the World to Sing" bởi New Seeker, và trở thành một hit. Một số ca khúc pop và rock cũng được thu âm lại bởi những band nhạc cover để sử dụng cho quảng cáo, nhưng chi phí trả tác quyền cho những bản thâu âm gốc cho mục đích này vẫn còn cao cho đến tận cuối những năm 80.
Việc sử dụng những ca khúc nổi tiếng được thu âm từ trước trong quảng cáo truyền hình bắt đầu sớm nhất vào 1985 khi Burger King sử dụng bản thu âm gốc ca khúc "Freeway of Love" của Arethe Franklin trong quảng cáo truyền hình cho 1 quán ăn. Chuyện này cũng xảy ra năm 1987 khi Nike sử dụng bài hát thu âm nguyên bản "Revolution" của nhóm The Beatles trong một quảng cáo truyền hình về giày điền kinh. Từ đó, rất nhiều ca khúc cổ điển nổi tiếng được sử dụng theo kiểu tương tự. Các bài hát có thể để minh họa cụ thể cho một quan điểm về sản phẩm đang được bán (như "Like a Rock" của Bod Seger dùng quảng cáo cho xe tải Chevy), nhưng phổ biến hơn là chỉ đơn giản sử dụng để người nghe liên tưởng đến cảm giác thoải mái mà bài hát đó tạo ra khi trình chiếu sản phẩm. Trong một vài trường hợp ý nghĩa nguyên thủy của bài hát có thể hoàn toàn không thích hợp hoặc đối nghịch với dụng ý mà quảng cáo đưa ra; ví dụ như bài "Lust for Life" của Iggy Pop có nội dung về vấn đề nghiện heroin, lại được sử dụng trong quảng cáo về một loại du thuyền. Luật tác quyền âm nhạc với những nghệ sĩ lớn, đặc biệt là những người trước kia không đồng ý để các thu âm của mình bị sử dụng cho mục đích này, như việc Microsoft sử dụng vài hát "Start Me Up" của Rolling Stones và hãng máy tính Apple sử dụng bài "Vertigo" của U2 trở thành nguồn trong quảng cáo của chính họ.
Trong những ví dụ đầu tiên, các ca khúc thường được dùng mặc cho sự phản đối của tác giả, trước đó đã bán mất đi tác quyền để phát hành như nhạc của The Beatles có thể cho là trường hợp tiêu biểu nhất; gần đây hơn các nghệ sĩ thực ra còn xin cho các tác phẩm của mình được sử dụng trong quảng cáo. Trường hợp nổi tiếng là công ty của Levi's đã sử dụng rất nhiều các ca khúc thuộc dạng "one hit wonder" (những hit của những nghệ sĩ chỉ nổi tiếng vì 1 bài nhạc) trong quảng cáo của họ (như bài "Inside", "Spaceman" và "Flat Beat").
Đôi khi việc sử dụng một số bài hát riêng biệt trong quảng cáo cũng gây tranh cãi. Thông thường vấn đề là ở chỗ, người ta không thích ý tưởng sử dụng các ca khúc cổ động cho các giá trị chung hoặc lợi ích công cộng được dùng trong các quảng cáo. Ví dụ như việc ca khúc chống phân biệt chủng tộc "Every People" của Sly and the Family Stone được dùng trong quảng cáo xe hơi gây lên sự giận dữ trong công chúng.
Các nhạc cụ sử dụng cho nhạc quảng cáo thường thấy đầu tiên là clarinet, saxophone hoặc các nhạc cụ bộ dây (như guitar thùng/điện và violin).
Trong thời gian cuối những năm 90, đầu những năm 2000, việc sử dụng nhạc điện tử làm nhạc nền cho quảng cáo truyền hình có chiều hướng thịnh hành hơn, ban đầu là cho quảng cáo ô tô, và tiếp đến là các sản phẩm công nghệ và kinh doanh khác như máy tính và những dịch vụ tài chính.

## Các thể loại
- Political TV advertising
- Product placement
- Promotion (marketing)
- Television commercial
- Sponsorship

## Trong tương lai
Việc giới thiệu các hãng ghi hình kỹ thuật số, như TiVo, và các dịch vụ như Sky+, và Direct TV đã cho phép việc thu lại các chương trình truyền hình vào ổ cứng, cũng cho phép người xem bỏ quảng cáo hoặc tự động nhảy qua hay thu lại các chương trình. Rất nhiều phân tích cho rằng quảng cáo truyền hình sẽ hoàn toàn bị loại bỏ và thay thế bằng quảng cáo Sắp đặt Sản phẩm (Product placement) (tài trợ) trong các TV show. Ví dụ như Extreme Makeover: Home Edition quảng cáo Sears, Kenmore, và Home Depot bằng cách sử dụng các sản phẩm đặc biệt từ những công ty này, và một số sự kiện thể thao như Spirit Cup của NASRCAR đã được đặt tên theo công ty tài trợ. Các chương trình truyền hình cung cấp thông qua những thiết bị mới như các nguồn video online cũng đem đến những khả năng khác cho các phương pháp truyền thống của thu nhập chung từ quảng cáo truyền hình.
Một loại hình khác của quảng cáo ngày càng cho thấy hầu hết các show quảng cáo truyền hình trên một kênh giống nhau là quảng cáo được chạy phía dưới của màn hình ti vi, cho ra một số hình ảnh. "Banner", hay "Logo Bug", như cái tên của chúng, được cung cấp bởi những công ty truyền thông như một Sự kiện Thứ hai (2E). Nó được thực hiện cùng một cách như các chương trình dự báo thời tiết đang làm, chỉ có loại này diễn ra thường xuyên hơn. Đôi khi chúng chỉ chiếm từ 5 đến 10% của màn hình, nhưng cái lớn có thể lấy khoảng 25% diện tích. Một số thậm chí còn có âm thanh hoặc chuyển động xuyên quanh màn hình. Ví dụ cho kiểu quảng cáo 2E là Three Moons Over Miford. Một Video chiếm xấp xỉ 25% diện tích phía dưới bên phải màn hình cho thấy hình ảnh một sao chổi đang va chạm vào mặt trăng kèm theo một vụ nổ, phát xuyên suốt các chương trình truyền hình khác.
Eric Schmidt của Google từng tuyên bố về một kế hoạch để tham gia cung cấp quảng cáo truyền hình và thương mại chuẩn (optimization business). Mặc dù hiện tại Google chỉ có mẫu quảng cáo thương mại bằng chữ. Có một vài chi tiết để cho thấy điều này có thể sẽ xảy ra, nhưng một số người vẫn cho rằng họ sẽ sử dụng các model tương tự với cái được sử dụng trong chiến lược quảng cáo trực tiếp trên làn sóng của họ, bao gồm việc giành được hệ điều hành hỗ trợ dMarc.
Các danh mục video online đang nổi lên như một dạng thức quảng cáo tác động lẫn nhau, hữu ích trong việc chiếu lại quảng cáo vốn chỉ được cung cấp trên truyền hình. Những danh mục này cũng có tiềm năng trong việc mời gọi các dịch vụ giá trị gia tăng khác, như bảng phản hồi, dịch vụ click-để-gọi, cái có thể giúp khả năng tương tác với thương hiệu được nâng cao một cách đáng kể.